# Pierwsza strona
Pierwsza strona (ang. Shattered Glass, 2003) – amerykański dramat filmowy w reżyserii Billy’ego Raya, powstały na kanwie artykułu prasowego, który w roku 1998 dla wrześniowego wydania magazynu Vanity Fair napisał H. G. Bissinger. Zdjęcia kręcono w Montrealu, Bethesda, Los Angeles i Waszyngtonie.

## Obsada
- Hayden Christensen jako Stephen Glass
- Peter Sarsgaard jako Charles Lane
- Chloë Sevigny jako Caitlin Avey
- Melanie Lynskey jako Amy Brand
- Hank Azaria jako Michael Kelly
- Steve Zahn jako Adam Penenberg
- Rosario Dawson jako Andy Fox
- Ted Kotcheff jako Marty Peretz
- Luke Kirby jako Rob Gruen
- Chad Donella jako David Bach

## Nagrody i nominacje
Złote Globy 2003
- Najlepszy aktor drugoplanowy – Peter Sarsgaard (nominacja)

Nagroda Satelita 2003
- Najlepszy scenariusz adaptowany – Billy Ray (nominacja)
- Najlepszy aktor dramatyczny – Hayden Christensen (nominacja)